# Амбайнис, Андрис
Андрис Амбайнис (латыш. Andris Ambainis, род. 18 января 1975, Даугавпилс) — латвийский информатик, учёный в области компьютерных наук, специализирующийся в областях квантовой информации и квантовых вычислений. Профессор, член Академии наук Латвии, лауреат Большой медали Академии наук Латвии (2013).

## Образование и карьера
Родился 18 января 1975 года в Даугавпилсе. Отец Янис Амбайнис — многолетний руководитель Даугавпилсского завода «Химволокно». С детства Андрис увлекался математикой и участвовал в математических олимпиадах, учился у профессора Агниса Анджанса. В 1991 году в составе сборной СССР стал абсолютным победителем Международной математической олимпиады и получил золотую медаль. Окончил 12-ю Даугавпилсскую школу. В 1992 году поступил на факультет физики и математики Латвийского университета, получил степени бакалавра (1996), магистра (1997) и доктора компьютерных наук (1997). В 1997 году поступил в докторантуру Калифорнийского университета в Беркли, где познакомился с квантовыми вычислениями. В 2001 году получил степень доктора философии в Беркли.
В возрасте 22 лет Амбайнис уехал в США. Работал в Институте перспективных исследований в Принстоне (до 2003 года) и Институте квантовых вычислений при университете Уотерлу (доцент в 2004—2007 годах). С 2007 года преподаватель кафедры информатики Латвийского университета.
В 2007 году стал самым молодым членом Академии наук Латвии.

## Вклад в науку
Внёс большой вклад в развитие таких областей, как квантовая обработка информации и основы квантовой механики, публиковал работы по квантовым блужданиям и теории квантовой сложности. В 2012 году в группе с Вячеславом Кащеевым, Александром Беловым и Яной Тимошенко (учёные Латвийского университета) Амбайнис открыл новый метод квантовых алгоритмов и разработал новое приложение квантовой интерференции в наноэлектронике. В 2017 году утверждал, что ведёт разработку квантового компьютера для моделирования физики и химии. В 2018 году был приглашённым спикером на Международном конгрессе математиков.

## Награды
- Абсолютный победитель и золотой медалист Международной математической олимпиады (1991)
- Стипендиат Слоуна (2008)[8]
- Лауреат награды имени Эйжена Ариньша[латыш.] в области компьютерных наук (2012)[4]
- Лауреат Большой медали АН Латвии (2013)[4]
- Человек Европы в Латвии 2016 года[9]
- Крест Признания 3 степени (2017)[4]

## Вне научной карьеры
Увлекается спортивным ориентированием  и научной фантастикой.